# Hans Meerwein

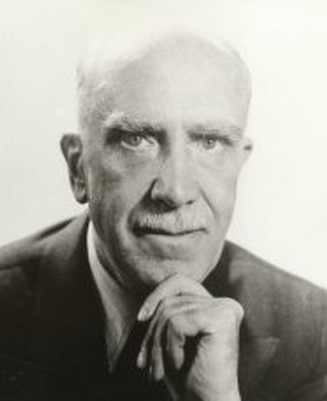
Porträt von Hans Meerwein

Hans Leb(e)recht Meerwein (* 20. Mai 1879 in Hamburg; † 24. Oktober 1965 in Marburg) war ein deutscher Chemiker.
Meerwein war organischer Chemiker und entdeckte kationische Umlagerungsreaktionen sowie Carbene und ein wichtiges Alkylierungsreagenz.

## Leben
Hans Meerwein war der Sohn von Emil Meerwein, Bausenator und Architekt der Hamburger Börse und des Rathauses.
Sein Chemiestudium begann Meerwein 1898 an der Chemieschule Fresenius in Wiesbaden, später wechselte er an die Universität Bonn. Er wurde im Sommersemester 1900 Mitglied im Bonner Kreis. In Bonn promovierte er 1903 bei Georg Schroeter (Dissertation: Über nitrierte β-Phenylglutarsäuren und deren Reduktionsprodukte), folgte diesem an die Technische Hochschule Charlottenburg, heute in Berlin. 1905 boten ihm Richard Anschütz und Ludwig Claisen in Bonn eine Stelle als Universitätsassistent für das Medizinerpraktikum an. Er habilitierte sich im Jahr 1908 mit einer Arbeit Kondensationsreaktionen {\displaystyle \alpha }-{\displaystyle \beta }-ungesättigter Aldehyde.
1914 wurde er in Bonn Titularprofessor und 1922 schließlich außerordentlicher Professor. Im selben Jahr nahm er einen Ruf als ordentlicher Professor nach Königsberg an. 1929 schließlich wurde er Nachfolger von Karl von Auwers an der Universität Marburg, wo er bis 1952 Direktor des chemischen Instituts war und auch als Emeritus noch bis 1965 wissenschaftlich arbeitete.
Nach der „Machtergreifung“ der Nationalsozialisten unterzeichnete er am 11. November 1933 das Bekenntnis der deutschen Professoren zu Adolf Hitler. Von 1934 bis 1939 war er förderndes Mitglied der SS. Im Jahr 1933 wurde er zum Mitglied der Leopoldina gewählt.
1945 wurde das Chemische Institut in Marburg durch einen Bombenangriff weitgehend zerstört. Meerwein verlor damit auch seine Dienstwohnung im Institut und seine gesamte Habe, darunter alle wissenschaftlichen Aufzeichnungen und seine Privatbibliothek. Der Neubau an gleicher Stelle wurde erst nach seiner Emeritierung 1953 eingeweiht.
Sein Grab ist auf dem Friedhof Ohlsdorf in Hamburg.

## Werk
In seinen Arbeiten nach der Habilitation befasste er sich mit Problemen der Terpenchemie und mechanistischen Problemen zur Pinakol-Umlagerung.
Mit sehr einfachen Methoden (Pipette und Bürette) und der Kenntnis der Kinetik von Reaktionen konnte er sicher auf kationische (und nicht radikalische) Zwischenstufen bei der Pinakol-Umlagerung (Wagner-Meerwein-Umlagerung) und Isoborneol-Camphen-Umlagerung schließen.
Meerwein entwickelte nach dem Studium der säurekatalysierten Umlagerungsreaktion von Carbeniumionen des (preiswerten) Pinens eine Synthese des Camphers (Umlagerungen: Pinen → Camphen (bzw. Bornylchlorid) → Isobornylacetat → Isoborneol → Campher (nach Oxidation)), die bei Schering bald genutzt wurde.
Seine grundlegende Arbeit von 1922 zur Wagner-Meerwein-Umlagerung und der Rolle des Norbornyl-Kations in der dabei betrachteten  Isoborneol-Camphen-Umlagerung wird als Begründung der Physikalischen-Organischen Chemie gesehen.
Wegen der negativen Reaktionen vieler Kollegen auf diese Arbeit und der Weigerung führender Chemiezeitschriften Folgepublikationen dazu zu veröffentlichen wandte er sich vom mechanistischen Studium von Reaktionen mehr der reinen organischen Synthese zu, wobei er mehr an neuen Reagenzien und Reaktionen interessiert war als an der Synthese komplexer Moleküle.
Bedeutsam waren seine Werke zu den Anhydrosäuren. Anhydrosäuren (z. B. H[BF4], H2[ZnCl4]) sind Salzionen in organischen Lösungsmitteln, die als Katalysatoren für die Bildung von Carbenium- und Oxoniumionen besonders reaktive Zwischenstufen bilden.
Von hohem wissenschaftlichem Stellenwert waren seine Forschungen zu Aluminiumtriisopropylat. Es reagiert in organischen Lösungsmitteln mit Carbonylverbindungen zu Alkoholen (Meerwein-Ponndorf-Verley-Reduktion). Bei vielen empfindlichen Naturstoffen wurde diese Reduktion mit Erfolg angewandt.
Meerwein postulierte mit einfachen chemischen Reaktionen das Auftreten von Carbenen und der Polarisierbarkeit von aromatischen Doppelbindungen (auch im Benzol) in der Chemie. Bei der Bromierung von Benzol bildete sich zwischenzeitlich ein salzartiges Bromobenzol mit einer positiven Ladung. Setzt man dies mit Diazomethan um, so erhält man in hoher Ausbeute Brom-Cycloheptatrien, einen Siebenring.
Meerwein vermutete, dass bei dieser Reaktion bisher unbekannte reaktive Zwischenprodukte, die Carbene entstehen.
In Marburg führte Hans Meerwein grundlegende Arbeiten zur synthetischen und mechanistischen organischen Chemie durch und entdeckte die Carbokationen, was wegweisend für das Verständnis vieler organisch-chemischer Reaktionen war, insbesondere für Polymerisationsreaktionen. Durch seine Forschungen wurde er zu einem der Begründer der physikalischen organischen Chemie, der die Reaktionskinetik zur Aufklärung von Reaktionsmechanismen einsetzte.
Später entdeckte er bei der Umsetzung von Bortrifluorid-Etherat mit Epichlorhydrin das Triethyloxoniumtetrafluoroborat (Meerwein-Reagenz, Meerwein-Salze). Mit diesem Alkylierungsreagenz konnten viele komplizierte Naturstoffsynthesen vorgenommen werden. Er leistete in diesem Zusammenhang auch Pionierarbeit in der Polymerchemie: Ring-Öffnungs-Polymerisation von Tetrahydrofuran und die erste Erzeugung von linearem Polyethylen (vor dem Ziegler-Natta-Verfahren), die Meerwein-Methylierung mit Diazomethan. Sie nannten das damals Polymethylen und die Priorität von Meerwein spielte in den 1950er Jahren eine Rolle bei Patentstreitigkeiten zwischen Karl Ziegler und DuPont.
Die Aryldiazoniumsalze nutzte Meerwein für die Arylierung von α,β-ungesättigten Carbonsäuren (Ersatz der Carboxygruppe durch den Aromaten, Meerwein-Schustersche Stilbensynthese).

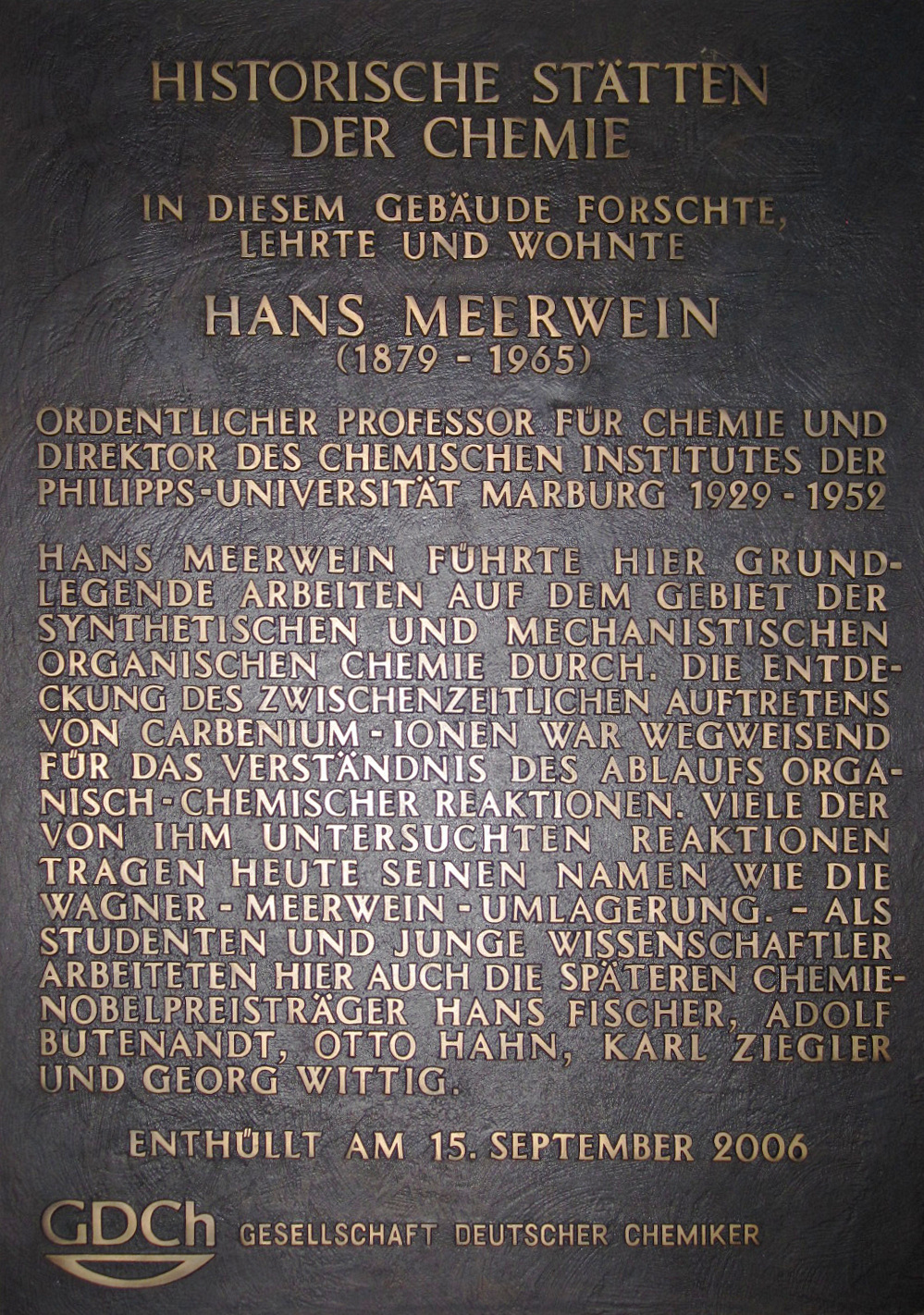
Gedenktafel der Gesellschaft Deutscher Chemiker am Alten Chemischen Institut der Philipps-Universität Marburg

Folgende wichtige Reaktionen sind mit seinem Namen verknüpft:
- Wagner-Meerwein-Umlagerung
- Meerwein-Methylierung
- Meerwein-Arylierung
- Meerwein-Ponndorf-Verley-Reduktion

## Auszeichnungen
- 1950: Emil-Fischer-Medaille der Gesellschaft Deutscher Chemiker
- 1953: Großes Verdienstkreuz der Bundesrepublik Deutschland
- 1959: Großes Verdienstkreuz mit Stern der Bundesrepublik Deutschland
- 1959: Otto-Hahn-Preis für Chemie und Physik
- Ehrendoktorate der Universitäten von Marburg, Heidelberg, Darmstadt, Bonn und München
- Das Meerwein'sche chemische Institut in Marburg wurde mit einer Gedenktafel am 15. September 2006 als Historische Stätte der Chemie von der GDCh ausgezeichnet.
- Der heutige Fachbereich Chemie der Philipps-Universität Marburg liegt an der nach ihm benannten Hans-Meerwein-Straße.[11]